# Amt Kröpelin
Het voormalige Amt Kröpelin was een samenwerkingsverband van 4 tot 5 gemeenten in het district Bad Doberan in de Duitse deelstaat Mecklenburg-Voor-Pommeren.

## Geschiedenis
Het Amt Kröpelin werd op 31 maart 1992 opgericht als Amt binnen het toenmalige district Bad Doberan. Op 12 juni 1994 kwam het door een herindeling van de districten in het district Bad Doberan. Op 15 maart 2004 is de gemeente Karin opgesplitst in twee Ortsteilen Alt Karin en Neu Karin, die zijn opgegaan in de nieuwe gemeente Carinerland. Op 13 juni 2004 werden de gemeenten Altenhagen, Jennewitz en Schmadebeck geannexeerd door de stad Kröpelin en werd het Amt opgeheven.

## Gemeenten
Het Amt bestond uit de volgende gemeenten:
- Altenhagen
- Jennewitz
- Karin, tot 15-03-2004
- Kröpelin, stad
- Schmadebeck